# Hichem Mechichi
Hichem Mechichi (en árabe: هشام المشيشي; Bou Salem, enero de 1974) fue el decimosexto primer ministro de Túnez, desde 2020 hasta su destitución en 2021. Ocupó el cargo de Ministro del Interior en 2020 antes de ser nombrado jefe de gobierno.

## Biografía
Hichem Mechichi tiene una maestría en derecho de la facultad de derecho y ciencias políticas de la Universidad de Túnez El Manar, y una maestría en derecho, ciencias políticas y administración pública de la École nationale d'administration. También es exalumno del largo ciclo internacional, de promoción de la República (2005-2007) de la Escuela Nacional de Administración de Francia.
Fue miembro de la Comisión Nacional de Investigación sobre Corrupción y Malversación, fundada en 2011 y presidida por Abdelfattah Amor. En 2014, fue nombrado Jefe de Gabinete del Ministerio de Transporte, y luego en el mismo puesto sucesivamente en los ministerios de Asuntos Sociales y Salud Pública.
Luego fue director general de la Agencia Nacional de Control Sanitario y Ambiental de Productos.
Nombrado por el presidente Kaïs Saied como su primer asesor encargado de Asuntos Jurídicos, el 11 de febrero de 2020, fue designado el 27 del mismo mes como Ministro del Interior en el gobierno de Elyes Fakhfakh.
El 25 de julio de 2020, en medio de una crisis política, Saied lo designó jefe de gobierno, con la tarea de formar gobierno en un mes y obtener la confianza de la Asamblea de Representantes del Pueblo. Asumió el cargo el 2 de septiembre de ese año, tras ser ratificado por la Asamblea.